# Pape Sy
Pour les articles homonymes, voir Pape et Sy.
Pape Sy, né le 5 avril 1988 à Loudéac,, est un joueur français de basket-ball. Il évolue aux postes d'arrière et d'ailier. Il est le frère de Penda Sy.

## Biographie

### STB Le Havre
Pape Sy est formé au club de Saint Thomas Basket Le Havre.

### Hawks d'Atlanta (2011-2012)

#### Draft
Il est sélectionné à la draft 2010 de la NBA à la 53e place par les Hawks d'Atlanta, deuxième Français de cette session après Kevin Seraphin. Après Ian Mahinmi, drafté par les Spurs de San Antonio en 2004, il est le deuxième joueur issu du club du Havre à intégrer l'élite américaine. Il s'agit d'une surprise puisqu'il n'était pas annoncé aussi haut dans la sélection. Auteur d'une bonne saison au Havre, la session d'évaluation réussie faite par Sy peu avant la draft est déterminante selon l'entraîneur d'Atlanta Larry Drew, avec également sa polyvalence et son adresse au tir.
Sa position tardive dans la sélection ne lui donne pas la promesse d'avoir un contrat. Il joue son premier match test pour les Hawks à la National Basketball Association Summer League contre les Grizzlies de Memphis et réussit malgré la défaite 6 points, 2 rebonds et 2 passes décisives en 11 minutes de jeu. Les clauses de son contrat ne sont alors pas encore discutées et doivent l'être après la Summer League, ce qui lui laisse la possibilité, en cas d'échec, de poursuivre avec le STB Le Havre mais avec le but affiché « d'avoir plus de responsabilités » et de « franchir un palier ». Finalement, il signe au Hawks. Handicapé par une blessure au dos, il rate finalement le début de la saison 2010-2011.

#### Flash de l'Utah
De retour de blessure, il intègre l'effectif des Hawks sans entrer une seule fois en jeu. Il est finalement envoyé en NBA Development League dans l'équipe des Flash de l'Utah le 30 décembre 2010. En mars 2011, il réintègre l'effectif des Hawks après avoir joué 23 rencontres chez les Flash. Ses statistiques en NBDL sont ainsi de 8,0 points, 3,4 rebonds en 22 minutes par rencontre.

#### Lock-out
Il joue son premier match en NBA le vendredi 8 avril 2011 (3 minutes contre les Pacers) et marque ses premiers points le lendemain contre les Wizards. Le 26 août 2011, en raison du lock-out en NBA, il s'engage avec Gravelines-Dunkerque.

### BCM Gravelines (2011-2012)
À l'issue du lock-out, il retourne aux Hawks d'Atlanta. Son contrat n'étant pas renouvelé, il retourne au BCM Gravelines jusqu'à la fin de la saison.

### Le Mans Sarthe Basket (2012-2014)
Durant l'été 2012, il rejoint Le Mans.

### Retour à Gravelines-Dunkerque (2014-2016)
Le 21 mai 2014, il quitte Le Mans et revient à Gravelines-Dunkerque.
Le 17 juin 2016, il active sa clause de sortie.

### Strasbourg IG (2016-2018)
Le 10 juillet 2016, il rejoint Strasbourg pour deux ans.

### Cholet Basket (depuis 2018)
Le 10 juillet 2018, il rejoint le Cholet Basket où il aura le rôle de capitaine.

## Équipe de France
Le 6 mai 2014, il fait partie de la liste des seize joueurs pré-sélectionnés pour l'équipe de France A' pour effectuer une tournée en Chine et en Italie durant le mois de juin.
Le 16 mai, il fait également partie de la liste des vingt-quatre joueurs pré-sélectionnés pour la participation à la Coupe du monde 2014 en Espagne. Mais, il ne fait pas partie de la liste des dix-sept joueurs annoncée le 13 juin.

## Palmarès

### En club
- Vainqueur de la Leaders Cup 2014 avec Le Mans
- Vainqueur de la Coupe de France 2017-2018 avec Strasbourg